# فرایند هم‌حجم

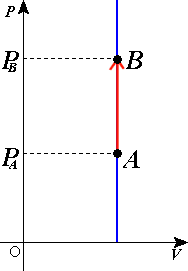

فرآیند هم‌حجم یا فرآیند ایزوکوریک یا فرآیند ایزومتریک فرآیندی ترمودینامیکی است که در حجم ثابتی انجام می‌گیرد. برای مثال می‌توان فرآیندی که در داخل یک محفظهٔ فولادی (مخزن تحت فشار) انجام می‌گیرد را با تقریب خوبی فرآیند هم‌حجم در نظر گرفت. در فرایند هم‌حجم مقدار کار برابر صفر می‌باشد (W=۰).